# Cançoner de l'Ateneu
El Cançoner de l'Ateneu és un cançoner medieval iniciat el segle XV i escrit per diverses mans que es conserva a la biblioteca de l'Ateneu Barcelonès. És un manuscrit en lletra gòtica cursiva de 236 f. i 12 p., amb un recull de 245 poemes de diversos autors medievals i renaixentistes de caràcter religiós i líric o amorós. Els poemes són majoritàriament en català, tot i que també n'hi ha alguns en castellà, llatí, italià, sicilià i versos en àrab.
La major part del text es redactà al segle xv, però els fulls 213 i 217 són del segle xvi, alguns fulls són del XVII i la taula de contingut és dels segles XIX-XX. Durant tots aquests segles es feren esmenes, supressions i cancel·lacions parcials. El text és poètic i a una columna, a excepció dels fulls 235v a 236v, i la prosa dels fulls 218-220. Els títols dels poemes i epígrafs de les estrofes estan entre claudàtors o claus, amb alguns mots subratllats i anotacions marginals. Manquen 4 fulls retallats i 4 d'arrencats.
El cançoner conté obres de Pere d'Abella, Ferran d'Ayerbe, Joan Bellafila, Joan Boscà, Francí Busto, Guerau de Cervelló, Alain Chartier, Joan Colom, Pere Despuig, Mossèn Estanya, Francesc Ferrer, Gabriel Ferruç, Joan Fogassot, Francí Guerau, Arnau Marc, Ausiàs Marc, Jaume Marc, Pere Marc, Joan Berenguer de Masdovelles, Simó Pastor, Francí Joan de Rocafort, Jordi de Sant Jordi, Blai Seselles, Lleonard de Sors, Pere Torroella, Pere Tresfort, Anselm Turmeda, Antoni Vallmanya, Lluís de Vallseca, Pere Lluís Valta, Francesc de la Via, Lluís de Vila-rasa i Pere Vilaspinosa.